# Umberto Tozzi
Pour les articles homonymes, voir Tozzi.
Umberto Tozzi, né le 4 mars 1952 à Turin, est un auteur-compositeur-interprète, musicien et producteur italien. 
Il est célèbre notamment pour ses chansons Ti amo, Tu et Gloria.

## Biographie

### Naissance et famille
Umberto Antonio Tozzi naît le 4 mars 1952 à Turin. Il est le fils de Nicola Tozzi, un agent de police originaire de Vico del Gargano, et de Immacolata, une femme au foyer originaire de Montesarchio. Ses parents ont tous deux émigré à Turin en 1945 de Rodi Garganico,. Il a un frère prénommé Franco, lui aussi chanteur, et une sœur dont le prénom est Mafalda.

### Carrière
Umberto Tozzi entre en 1968 dans le groupe Off Sound, composé de jeunes qui jouent dans de petites salles à Turin. Il rencontre Adriano Pappalardo et forment un groupe avec onze autres membres, puis font une tournée à travers l'Italie. En 1975, il participe au groupe La Strana Società.
À dix-neuf ans, Damiano Dattoli lui écrit la chanson Un corpo, un'anima, avec laquelle il remporte son premier succès. Il sort son premier album en 1976, Donna amante mia. L'année suivante, Umberto Tozzi sort Ti Amo, produite par Giancarlo Bigazzi, premier disque à sortir en France. Elle restera sept mois en première place du top 50, et battra tous les records de vente. Avec cette chanson, il remporte aussi le Festivalbar en 1977. Dalida reprend la chanson avec un texte français qui n'est pas la traduction de l'original. Ses deux autres chansons les plus connues en France, Tu et Gloria (reprise en anglais par Laura Branigan sur l'album Branigan et en français sous le titre Glori Gloria par Sheila), sortent en 1978 et 1979. Laura Branigan reprend ensuite en anglais Ti Amo.
Il sort d'autres succès dans les années 1980, tels que Stella stai, Per Angela Notte Rosa ou Eva.
En 1984, la sortie de son huitième album Hurrah! est un échec et il s'accorde une pause pour revenir en force trois ans plus tard, avec la chanson Gente di Mare (avec Raf au Concours Eurovision de la chanson), véritable succès en Italie, et surtout Si può dare di più (avec Gianni Morandi et Enrico Ruggeri), grâce à laquelle il gagne le Festival de Sanremo. Sa carrière continue dans les années 1990 avec des chansons moins romantiques, mais plus recherchées, et qui veulent délivrer un message, comme Gli altri siamo noi, Le mie canzoni, Aria e cielo ou Il grido. Il remporte également le Festivalbar en 1977 et 1994.
On revoit Umberto Tozzi chantant en duo avec Cerena une version franco-italienne de Tu en 2003.
La carrière d'Umberto Tozzi s'est ralentie depuis quelques années, mais dès la sortie d'un nouvel album, le succès est au rendez-vous :
son dernier passage à l'Olympia (le 15 février 2006 avec Marco Masini en invité vedette) a remporté un grand succès. En septembre 2008, il fait une reprise de Petite Marie de Francis Cabrel et prépare une autobiographie pour la fin de l'année.
Le 23 janvier 2009, il a publié l'album Non solo live précédé par la chanson Cerco ancora te composée par Emilio Munda.

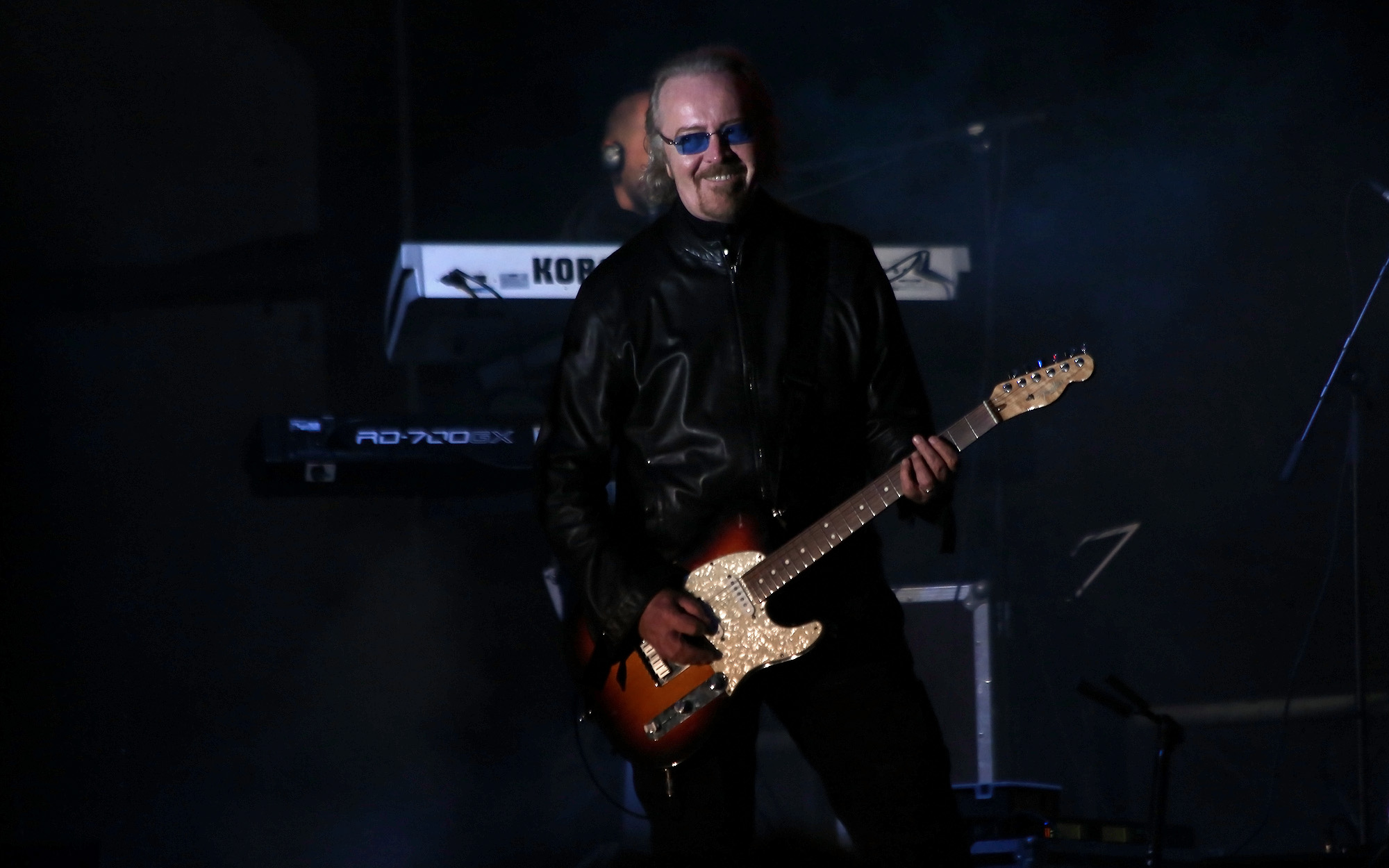
Umberto Tozzi en 2014.

Fin mars 2012, il sort un nouveau best of double CD Yesterday.
Umberto Tozzi n'a jamais caché son admiration pour Paul McCartney avec lequel il aimerait faire un duo. Il est par ailleurs très reconnaissant envers le public français pour son accueil et son audience.

## Discographie
Albums studio et live
Compilations

## Filmographie vidéo
- 1991 : Le Mie Canzoni in Concerto (en direct en Italie)
- 1991 : Live à Toronto (Canada)
- 1994 : Equivocando Tour

## Vie privée
Umberto Tozzi a eu un fils, Nicola Armando, de sa relation avec Serafina Scialò (1956-20 janvier 2020), en 1983.
Marié en 1995 avec Monica Micheliotto. Une fille : Natasha; un fils Gianluca.